# Stiftung Niedersachsen
Die Stiftung Niedersachsen ist eine rechtsfähige Stiftung bürgerlichen Rechts. Als Landeskulturstiftung fördert sie Kunst, Kultur, Bildung und Wissenschaft in Niedersachsen.
Das landesweite Engagement der Stiftung Niedersachsen und ihr Auftrag, Kultur in die Fläche zu tragen, spiegelt die regionale Verteilung der Förderprojekte wider. Seit ihrer Gründung 1987 hat sie über 3000 Projekte in allen Kultursparten im Umfang von gut 107 Millionen Euro gefördert. Die Stiftung setzt mit Programmen wie dem Internationalen Joseph Joachim Violinwettbewerb Hannover oder dem SPECTRUM Internationaler Preis für Fotografie eigene inhaltliche Akzente und betreut treuhänderisch Unterstiftungen. Sitz der Stiftung ist das Künstlerhaus Hannover.

## Geschichte
Die Stiftung Niedersachsen wurde 1987 vom Land Niedersachsen errichtet. Ihr Kapital betrug 2017 etwa 61 Millionen Euro. Die Vermögenserträge werden für die satzungsgemäße Förderung von Kunst, Kultur, Bildung und Wissenschaft eingesetzt. Hinzu kommen Zuwendungen des Landes aus dem Aufkommen der Glücksspielabgabe (2017: 4 Millionen Euro). Im Vermögen der Stiftung befinden sich darüber hinaus Kunstgegenstände und Sammlungen im Umfang von knapp 7,4 Millionen Euro (Stand: 2017), die für niedersächsische Kultur- und Wissenschaftseinrichtungen angekauft worden sind. 2012 wurde die Musikland Niedersachsen GmbH errichtet und der Stiftung Niedersachsen als Gesellschaft angeschlossen. Der Gesellschaft und dem Beirat gehören das Niedersächsische Ministerium für Wissenschaft und Kultur und die Sparkassenstiftung als Förderer an.

## Organisation

### Gremien
Die Organe der Stiftung sind der Präsident, der Verwaltungsrat, der Senat und die Generalsekretärin.

### Geschäftsstelle im Künstlerhaus Hannover
Sitz der Geschäftsstelle der Stiftung Niedersachsen ist seit 2001 das Künstlerhaus Hannover im Zentrum der Landeshauptstadt. Erbaut 1853 bis 1856, war das Künstlerhaus von Anbeginn bis heute Sitz unterschiedlicher kultureller Einrichtungen, wie zum Beispiel des Museums der Provinz Hannover. Das Künstlerhaus ist ein Frühwerk des Architekten Conrad Wilhelm Hase. Heute ist das Künstlerhaus nicht nur ein bedeutsames Baudenkmal, sondern ein attraktives und lebendiges kulturelles Zentrum. Mit dem Kunstverein Hannover, dem Literaturhaus Hannover und dem Kommunalen Kino sind traditionsreiche hannoversche Kulturinstitutionen vertreten.

## Ziele und Aktivitäten
Die Stiftung Niedersachsen verwirklicht ihren Zweck operativ mit Programmen und fördernd mit der Unterstützung von Projekten. Mit ihren Programmen, wie beispielsweise dem Internationalen Joseph Joachim Violinwettbewerb Hannover, dem SPECTRUM – Internationalen Preis für Fotografie und dem Best OFF – Festival Freier Theater setzt sie eigene inhaltliche Akzente – in Kunst, Literatur, Musik und Theater, Bildung und Wissenschaft. Mit dem Förderprogramm LINK will die Stiftung Niedersachsen beispielhafte Kooperationsprojekte zwischen Kulturschaffenden und Wissenschaftlern zum Themenbereich Künstliche Intelligenz initiieren. In den kommenden Jahren sollen im Rahmen des Förderprogramms die Möglichkeiten Künstlicher Intelligenz für die Kultur ausgelotet, erschlossen und die Erarbeitung von Anwendungen ermöglicht werden. Hierbei sollen Kulturinstitutionen, Wissenschaftler und Unternehmen zur Zusammenarbeit angeregt und zu gemeinsamen Projekten angestiftet werden.
Die Förderung spiegelt die gesamte Vielfalt des kulturellen Schaffens in allen Teilen Niedersachsens wider. Große strukturelle Maßnahmen, eine umfangreiche Festivalförderung oder die Vielzahl kleinerer kultureller Vorhaben, zum Beispiel der Freien Theater, stehen grundsätzlich gleichberechtigt nebeneinander. Jeder Förderung geht die Auseinandersetzung mit dem Antrag voraus.
Die Stiftung übernahm mit Band 67 als neue Herausgeberin die Monografienreihe Kunst der Gegenwart aus Niedersachsen, die seit fast 50 Jahren einen Überblick über bedeutende niedersächsische Künstler der verschiedensten Sparten bietet und ursprünglich vom Niedersächsischen Ministerium für Wissenschaft und Kultur herausgegeben wurde.

## Erwerb von Kulturgut
Die Stiftung Niedersachsen ist Eigentümerin zahlreicher Kunstobjekte und Sammlungen. Sie werden für Museen, Bibliotheken oder Hochschulen erworben und als Dauerleihgaben zur Verfügung gestellt. Die Stiftung Niedersachsen sichert damit für das Land bedeutendes Kulturgut. Sie fördert die gezielte und langfristig ausgerichtete Erwerbspolitik der (Kultur-)Einrichtungen und trägt zu deren Profilbildung bei.

## Unterstiftungen
Die Stiftung Niedersachsen betreut treuhänderisch die Konrad Liebmann-Stiftung (mit einer umfangreichen Dürer-Sammlung) und die Richard und Dietrich Moderhack-Stiftung (Förderung der Forschung zur niedersächsischen Landesgeschichte bis zum Ende des Alten Reichs).